# كنيسة رؤساء الملائكة القديسين
كنيسة رؤساء الملائكة القديسين (بالأرمنية: Սրբոց Հրեշտակապետաց եկեղեցի)‏ والمعروفة أيضا باسم دير الزيتون هي كنيسة مسيحية أرمنية أرثوذكسية في الحي الأرمني في البلدة القديمة في القدس. أسس الدير في القرن الثاني عشر أو الثالث عشر الميلادي.

## التقليد المسيحي

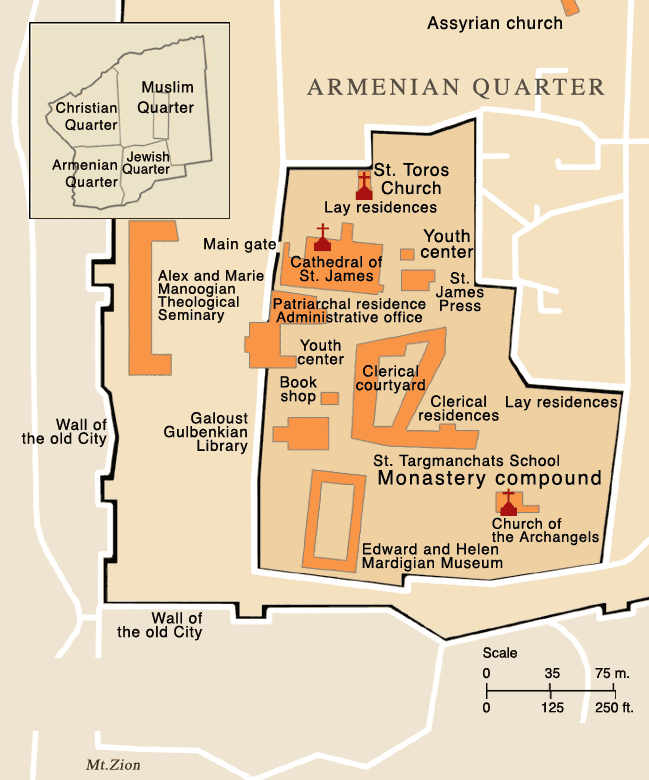
موقع كنيسة رؤساء الملائكة القديسين في خريطة مفصلة لمجمع الدير.

يعلم بعض التقليد المسيحي أن موقع الكنيسة كان هو منزل الكاهن الأكبر حنان على اختلاف تقاليد الكنائس حول مكان منزله فمثلا يذكر أنه كان يقع في طريق الآلام أو جبل صهيون.
يُعتقد أن إحدى غرف الكنيسة كانت محبس المسيح. لكن تختلف الأناجيل حول ما إن كان المسيح حبس في منزل حنان أو بلاط قيافا فيزعم دير القديس المخلص الأرمني (يعرف أيضا بدير حبس المسيح) أنه موقع سجن المسيح، حيث يُفترض أن أحد المكانين كان موقع حبس المسيح بعد أن حاكمه السنهدري.

## ثبت المراجع
- Hewsen، R. H. (2001). Armenia: A Historical Atlas. Chicago: University of Chicago Press. ISBN:978-0-226-33228-4.
- Pringle، D. (2007). The Churches of the Crusader Kingdom of Jerusalem: The city of Jerusalem. مطبعة جامعة كامبريدج. ج. III. ISBN:978-0-521-39038-5. مؤرشف من الأصل في 2023-05-18.